# Gulköttig grynskivling
Gulköttig grynskivling (Cystoderma jasonis) är en svampart som först beskrevs av Cooke & Massee, och fick sitt nu gällande namn av Harmaja 1978. Enligt Catalogue of Life ingår Gulköttig grynskivling i släktet Cystoderma,  och familjen Agaricaceae, men enligt Dyntaxa är tillhörigheten istället släktet Cystoderma,  och familjen Squamanitaceae. Arten är reproducerande i Sverige. Inga underarter finns listade i Catalogue of Life.

## Källor

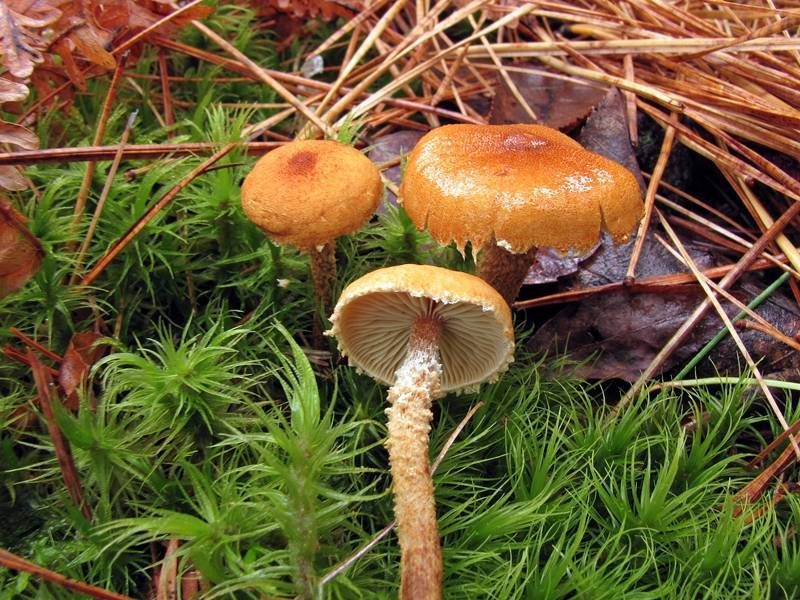
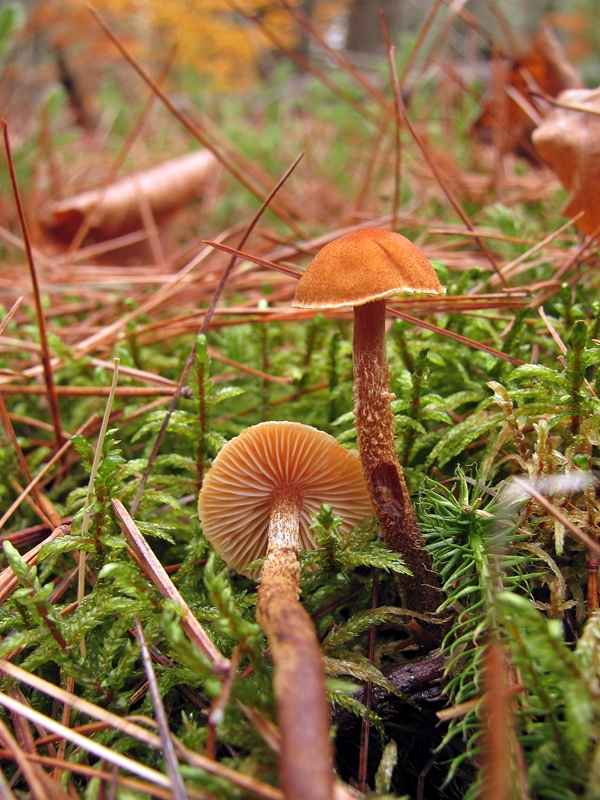
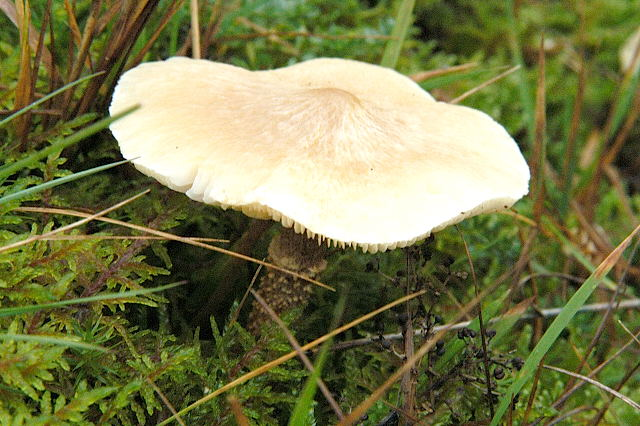
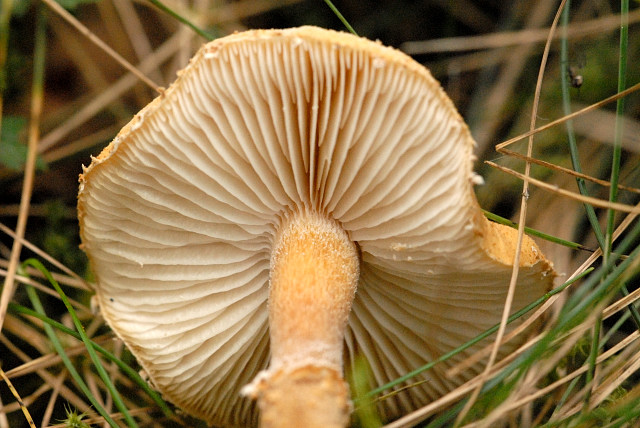